# Music from the OC: Mix 3 - Have a Very Merry Chrismukkah
Music from the OC: Mix 3 - Have a Very Merry Chrismukkah è una raccolta di canzoni natalizie tratte dagli episodi della serie televisiva The O.C. ambientati durante il periodo natalizio. In Italia è ancora inedita.

## Tracce
1. The Raveonettes - The Christmas Song
2. Jimmy Eat World - Last Christmas
3. Low - Just Like Christmas
4. Rooney - Merry Xmas Everybody
5. Ben Kweller - Rock of Ages
6. The Long Winters - Christmas With You is the Best
7. Eels - Christmas is Going to the Dogs
8. Leona Naess - Christmas
9. Ron Sexsmith -  Maybe This Christmas